# Nāḩiyat Markaz Şalkhad
Nāḩiyat Markaz Şalkhad (arabiska: ناحية مركز صلخد) är ett subdistrikt i Syrien.   Det ligger i provinsen as-Suwayda', i den södra delen av landet, 130 km söder om huvudstaden Damaskus.
Trakten runt Nāḩiyat Markaz Şalkhad är ofruktbar med lite eller ingen växtlighet. Runt Nāḩiyat Markaz Şalkhad är det glesbefolkat, med 10 invånare per kvadratkilometer.